# 桑維卡

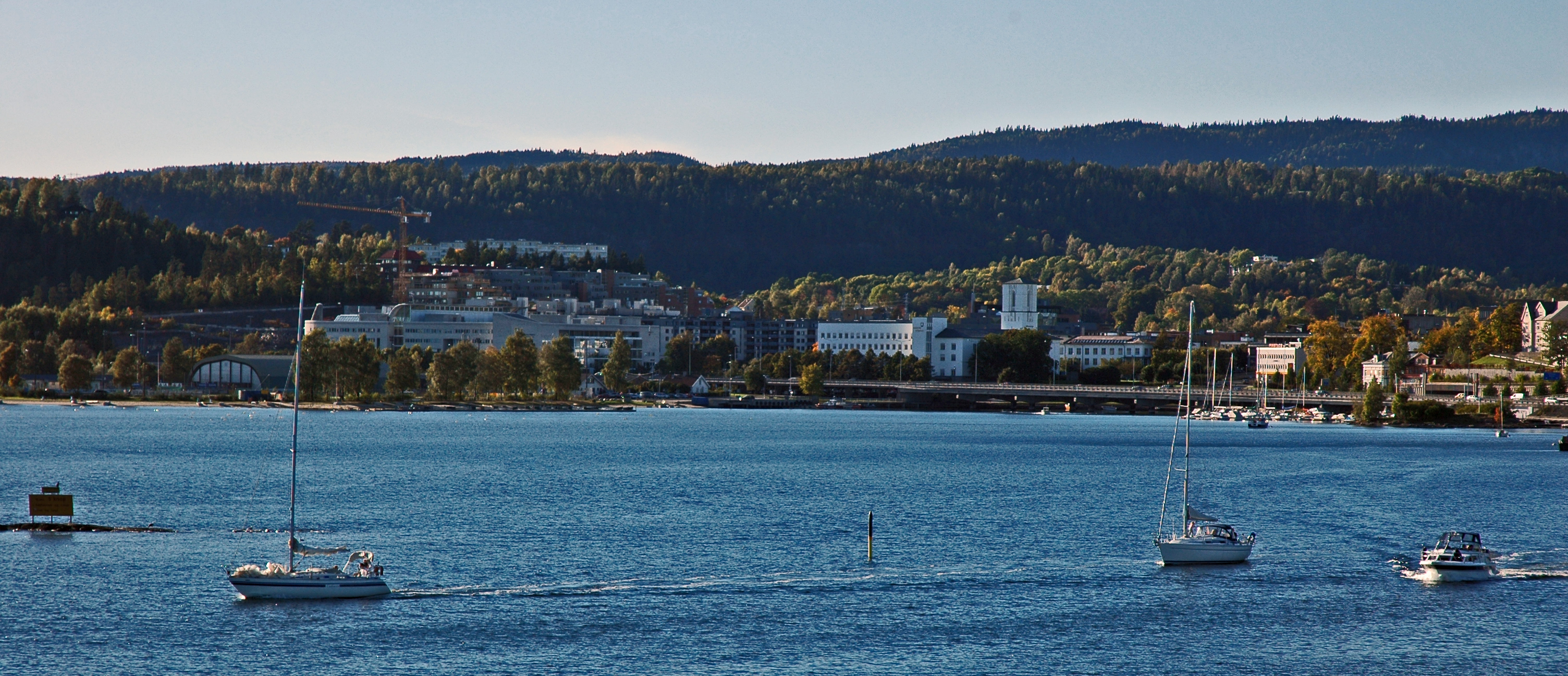

桑維卡（挪威語：Sandvika）是挪威阿克什胡斯郡的城鎮，位於該國東南部，距離首都奧斯陸約15公里，海拔高度12米，鎮上有全北歐大型購物中心之一，2006年人口105,928。